# Edgar Bernhardt
Edgar Bernhardt (Novopavlovka, 30 maart 1986) is een Duits voetballer.

## Loopbaan
Bernhardt werd in 1986 in Novopavlovka geboren. Hij begon zijn carrière bij VfL Osnabrück. Vervolgens speelde hij bij diverse voetbalclubs. Anno 2013 speelt Bernhardt bij de Poolse club Cracovia Kraków.

## Statistieken
| Seizoen | Club                      | Land      | Competitie     | Wedstrijden | Goals |
| ------- | ------------------------- | --------- | -------------- | ----------- | ----- |
| 2004/05 | VfL Osnabrück             | Duitsland | Regionalliga   | 5           | 0     |
| 2005/06 | VfL Osnabrück             | Duitsland | Regionalliga   | 10          | 0     |
| 2005/06 | VfL Osnabrück II          | Duitsland | Oberliga       | 27          | 2     |
| 2006/07 | Eintracht Braunschweig II | Duitsland | Oberliga       | 26          | 3     |
| 2007/08 | FC Emmen                  | Nederland | Eerste Divisie | 8           | 1     |
| 2008/09 | VfL Osnabrück             | Duitsland | 2. Bundesliga  | 1           | 0     |
| 2008/09 | VfL Osnabrück II          | Duitsland | Oberliga       | 24          | 3     |
| 2009/10 | Wuppertaler SV            | Duitsland | 3. Liga        | 26          | 0     |
| 2009/10 | VPS Vaasa                 | Finland   | Veikkausliiga  | 6           | 1     |
| 2010/11 | VPS Vaasa                 | Finland   | Veikkausliiga  | 27          | 3     |
| 2011/12 | FC Lahti                  | Finland   | Veikkausliiga  | 10          | 2     |
| 2012/13 | Cracovia Kraków           | Polen     | I Liga         | 30          | 5     |
| 2013/14 | Cracovia Kraków           | Polen     | Ekstraklasa    | 7           | 1     |
|         |                           |           | Totaal         | 208         | 21    |